# Lucie Martínková
Lucie Martínková (Kolín, 19 settembre 1986) è una calciatrice ceca, attaccante dello Sparta Praga e della nazionale ceca.
Plurititolata con la squadra della Capitale Praga, della quale ha indossato la maglia per ma maggior parte della carriera vincendo 11 campionati nazionali e 9 coppe, nel dicembre 2020 ha stabilito il primato di prima calciatrice ad aver collezionato 100 presenze con la nazionale maggiore del suo paese, con la quale ha debuttato nel 2003 e ha disputato, senza ancora riuscire ad accedere a quella data a una fase finale, a quattro qualificazioni ai campionati europei e ad altrettanti mondiali. È sorella gemella di Irena, anch'ella calciatrice di ruolo centrocampista, con la quale ha condiviso le maglie di club, anche in occasione dell'unico campionato estero disputato, quello svedese, con il KIF Örebro, e della nazionale.

## Palmarès

### Club
- Campionato ceco: 11

Sparta Praga: 2001-2002, 2004-2005, 2005-2006, 2006-2007, 2007-2008, 2008-2009, 2009-2010, 2010-2011, 2011-2012, 2017-2018, 2018-2019
- Coppa della Repubblica Ceca femminile: 9

Sparta Praga: 2007-2008, 2008-2009, 2009-2010, 2010-2011, 2011-2012, 2014-2015, 2016-2017, 2017-2018, 2018-2019